# Rhizocarpon intersitum
Rhizocarpon intersitum är en lavart som beskrevs av Arnold. Rhizocarpon intersitum ingår i släktet Rhizocarpon, och familjen Rhizocarpaceae. Arten är reproducerande i Sverige.